# موسم العواصف الأوروبية 2017-2018
موسم العواصف الأوروبية 2017-2018 كان هو الموسم الثالث ضمن سلسلة متتالية من العواصف الموسمية المُسمّاة التي ضربت القارة الأوروبية، وقد شاركت فرنسا وإسبانيا والبرتغال لأول مرة خلال هذا الموسم في تسمية العواصف الشتوية. بدأ موسم العواصف الأوروبية 2017-2018 بتشكل العاصفة أيلين التي بدأت في 12 سبتمبر (أيلول) 2017، ثُم شهد الموسم لاحقًا العديد من العواصف شديدة التأثير، والتي تسببت في خسائر فادحة في الأرواح وأضرار واسعة النطاق، ومن بينها عواصف أوفيليا وإليانور وديفيد وإيما. واختتم الموسم في 17 يونيو (حزيران) 2018 بتبدد عاصفة هيكتور التي كانت خارج الموسم.

## الخلفية التاريخية والتسمية
في عام 2015، أعلن كل من مكتب الأرصاد الجوية البريطاني وهيئة الأرصاد الجوية الأيرلندية، وهما الهيئتان المُختصتان بالأرصاد الجوية في كل من المملكة المتحدة وجمهورية أيرلندا على التوالي، عن مشروع تجريبي لتسمية تحذيرات العواصف كجزء من مشروع تسمية العواصف الريحية، وطلبا من الجمهور تقديم اقتراحاتهم لتسمية العواصف، ثُم أصدرتا اقائمة كاملة بأسماء العواصف خلال الفترة من 2015 — 2016 وحتى 2017 — 2018، وهي أسماء مشتركة بين المملكة المتحدة وأيرلندا. استندت الأسماء في المملكة المتحدة إلى مقترحات مركز الخدمة الوطنية للتحذير من الطقس القاسي، والذي كان يُصدر إشارتي تحذير للعاصفة، أحدهما إشارة تحذير باللون الأصفر الكهرماني، والذي يعني "استعد" في حالة العواصف المتوسطة، والأخر تحذير باللون الأحمر، والذي يعني "اتخذ إجراءً" في حالة العواصف التي تشكل تهديدًا وخطرًا على الحياة. هناك قائمتان رئيسيتان لتسمية العواصف الأوروبية الموسمية، أعدتهما وكالات الأرصاد الجوية الوطنية في كل من المملكة المتحدة وأيرلندا، وفرنسا وإسبانيا والبرتغال، بينما احتفظت أعاصير المحيط الأطلسي بأسمائها السابقة التي حددها المركز الوطني للأعاصير في الولايات المتحدة الأمريكية.
يطلق مكتب الأرصاد الجوية الأيرلندي اسمًا على أي عاصفة تؤدي إلى إصدار تحذير من حالة الطقس باللون البرتقالي أو الأحمر للرياح، ويتوقف ذلك، كما هو موضح في خدمة تحذير الطقس الخاصة بهم، على ما إذا كان متوسط سرعات الرياح يزيد عن 80 كم/ساعة (50 ميلاً في الساعة؛ 43 عقدة) أو كان متوسط سرعة الهبات يزيد عن 130 كم/ساعة (81 ميلاً في الساعة؛ 70 عقدة). وبالمثل، يطلق مكتب الأرصاد الجوية اسمًا على العواصف التي لديها القدرة على التسبب في تأثيرات متوسطة (تحذير باللون الأًصفر الكهرماني) أو عالية (تحذير باللون الأحمر) على المملكة المتحدة. يُمكن وصف مدى قوة الرياح من خلال ملاحظات مثل سقوط الأشجار أو البلاط، وأشياء أخرى مثل تطاير أثاث الحدائق في كل مكان، وحتى عدد من العقارات التي تُركت بدون طاقة كهربائية.
في الأول من ديسمبر (كانون الأول) 2017، أعلنت مكاتب الخدمات الوطنية للأرصاد الجوية في كل من إسبانيا وفرنسا والبرتغال أنها ستبدأ في تسمية العواصف التي تؤثر على بلدانها بالتنسيق مع بعضها البعض، وتحت رعاية الشبكة الأوروبية للأرصاد الجوية.

### قائمة العواصف المُسماة في المملكة المتحدة وأيرلندا
- أيلين
- برايان
- كارولين
- ديلان
- إليانور
- فيون
- جورجينا
- هيكتور
- أيونا (غير مستخدم)
- جيمس (غير مستخدم)
- كارين (غير مستخدم)
- لاري (غير مستخدم)
- مايف (غير مستخدم)
- نيال (غير مستخدم)
- أوكتافيا (غير مستخدم)
- بول (غير مستخدم)
- ريبيكا (غير مستخدم)
- سيمون (غير مستخدم)
- تالي (غير مستخدم)
- فيكتور (غير مستخدم)
- وينيفريد (غير مستخدم)

كما أشارت إعلانات مكتب الأرصاد الجوية بالمملكة المتحدة وهيئة الأرصاد الجوية الأيرلندية عن أسماء الموسم إلى أن التسمية "فيون" يُنطق "فاي أون"، ونيل يُنطق "ني-أول"، و"تالي" تُنطق "تارلي".

### قائمة العواصف المُسماة في فرنسا وإسبانيا والبرتغال
- أنا
- برونو
- كارمن
- ديفيد
- إيما
- فيليكس
- جيزيل
- هوغو
- إيرين
- خوسيه (غير مستخدم)
- كاتيا (غير مستخدم)
- ليو (غير مستخدم)
- مارينا (غير مستخدم)
- نونو (غير مستخدم)
- أوليفيا (غير مستخدم)
- بيير (غير مستخدم)
- روزا (غير مستخدم)
- صموئيل (غير مستخدم)
- تيلما (غير مستخدم)
- فاسكو (غير مستخدم)
- ويام (غير مستخدم)

### أنظمة تسمية أخرى
تحول أحد الأعاصير الأطلسية السابقة إلى عاصفة رياح أوروبية واحتفظ باسمه كما حدده المركز الوطني للأعاصير في مدينة ميامي بولاية فلوريدا الأمريكية.
هُناك نظام تسمية آخر معترف به دوليًا، ولكنه غير رسمي، للعواصف الهوائية الأوروبية، وهو برنامج «تبني الدوامة» التابع لجامعة برلين الحرة، حيث يمكن للمشاركين أن يطلبوا من جامعة برلين الحرة إطلاق أسمائهم على أنظمة الضغط العالي أو المنخفض التي تؤثر على الطقس الأوروبي. تُعتبر خدمة التسمية الخاصة بجامعة برلين الحرة خدمة تجارية، وهي نظام التسمية الرئيسي المُستخدم للأرصاد الجوية في ألمانيا. وقد أطلقت جامعة برلين الحرة اسمي خافيير و هيرفارت على العواصف الكبرى خلال موسم العواصف الأوروبية عام 2017-2018. يُعتبر برنامج التسمية الخاص بجامعة برلين الحرة معترفًا به في بعض الدول الأوروبية الأخرى، على الرغم من أن التعاونيات البريطانية الأيرلندية والفرنسية الإسبانية البرتغالية اكتسبت أهمية أكبر منه. وإلى جانب أنظمة التسمية الثلاثة المعترف بها دوليًا (النظامان التعاونان الأوروبيان ونظام التسمية الخاص بجامعة برلين الحرة)، فإن العديد من الدول الأوروبية الأخرى، مثل النرويج وفنلندا والدنمارك، تطلق أسماءها الخاصة على الأعاصير والعواصف الأوروبية، فعلى سبيل المثال، تجاهلت أنظمة التسمية الرئيسية الثلاثة تسمية إحدى العواصف الستة عشر خلال موسم 2017-2018، على حين تمت تسميتها باسم عاصفة كورا في النرويج، وعاصفة أكو في فنلندا.